# 303è Esquadró Polonès de Caces
El 303r esquadró de la RAF, també conegut com el 303r esquadró de caces "Tadeusz Kościuszko Varsòvia",  va ser un dels dos esquadrons polonesos que van lluitar durant la batalla d'Anglaterra juntament amb l'esquadró 302, dels 16 esquadrons polonesos en total durant la Segona Guerra Mundial. Operant amb Hawker Hurricanes, l'esquadró va reclamar el major nombre d'avions abatuts dels 66 esquadrons de caces aliats implicats en la batalla d'Anglaterra, tot i que es va unir a la lluita dos mesos després que la batalla hagués començat.
El 303r esquadró de la RAF es va formar el juliol de 1940 a Blackpool, Anglaterra abans del desplegament a RAF Northolt el 2 d'agost com a part d'un acord entre el govern polonès a l'exili i el Regne Unit. Va tenir un registre de combat distingit i es va dissoldre el desembre de 1946.
"Si no hagués estat pel magnífic material aportat pels esquadrons polonesos i la seva galanteria insuperable", va escriure el mariscal en cap de l'aire Sir Hugh Dowding, cap del Comandament de Caces de la RAF, "dubto a dir que el resultat de la batalla (d'Anglaterra) hagués estat el mateix".

## Història
El 303 esquadró es va basar a la RAF Northolt des del 2 d'agost de 1940 i va entrar en funcionament el 31 d'agost. El seu quadre inicial era de 13 pilots oficials i 8 suboficials i 135 personal de terra polonès. Al principi, els oficials en servei de la RAF van ser designats per servir com a CO (S/Ldr R.G. Kellett) i comandants de vol (F/Lt J.A. Kent i F/Lt A.S. Forbes) al costat dels polonesos, ja que els pilots polonesos no estaven familiaritzats amb el llenguatge, procediments i formació del Comandament de Caces de la RAF.
El sobrenom escollit per l'esquadra va ser en honor al famós general polonès del segle xviii Tadeusz Kościuszko. L'esquadró 303 també estava vinculat a l'escadrille original de Kościuszko de 1919 a través del personal que havia servit en aquest esquadró. Més tard, més unitats de la força aèria d'aquesta unitat van ser rebatejades com les Esquadrilles 7, 121 i 111 de la Força Aèria Polonesa.

### Batalla d'Anglaterra agost-octubre de 1940

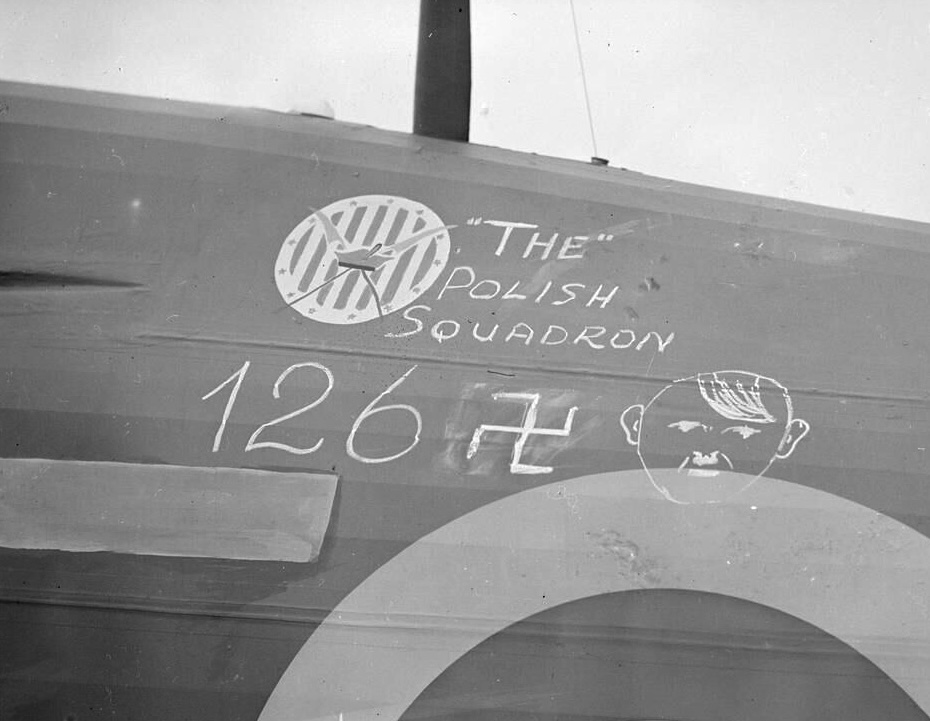
126 avions alemanys o "Adolfs" van ser reclamats com a abatuts pels pilots del 303 esquadró durant la batalla d'Anglaterra. Aquesta és la partitura d'"Adolfs" gravada amb guix a un Hurricane.

Durant la batalla d'Anglaterra, el 303 esquadró estava equipat amb avions de caça Hawker Hurricane. Tripulat per veterans experimentats, equipat amb un avió de caça a la paritat tècnica de la majoria dels seus oponents, i amb el suport expert de la ben establerta infraestructura de comandament, comunicació i logística de la RAF, l'esquadró va poder esdevenir una força de combat eficaç durant la batalla. Després d'un període d'entrenament, l'esquadra va enlairar-se per primera vegada el 24 d'agost de 1940, encara que en aquesta ocasió no va entrar en contacte amb cap avió enemic. El 30 d'agost de 1940, l'esquadró va aconseguir la seva primera victòria mentre encara estava oficialment no operatiu, quan un Messerschmitt Bf 110 alemany del 4./ZG 76 (inicialment registrat incorrectament com a Dornier Do 17) va ser abatut pel F/O. Ludwik Paszkiewicz durant un vol d'entrenament. El naufragi va ser excavat el 1982. Després de la recomanació personal de S/L Kellet, l'esquadró va ser declarat operatiu l'endemà pel Grup 11 de la RAF.
El 31 d'agost de 1940, l'esquadra va enlairar-se a última hora de la tarda en la seva primera sortida operativa. En una baralla de gossos per Kent, el vol "A" va reclamar quatre victòries confirmades i dues probables sobre Messerschmitt Bf 109s , possiblement del LG 2. Els demandants eren el S/Ldr Kellet, el F/O Henneberg, el P/O Ferić i el Sgt. Karubin.
Durant el 2 de setembre de 1940, l'esquadra va ser remenada tres vegades. A l'última lluita, P/O Ferić va abatre un Bf 109 i després va fer un aterratge forçat prop de Dover mentre l'antic pilot de la Força Aèria Txecoslovaca, el sergent Josef František va aconseguir un Bf 110. L'endemà sobre Dover, František va aconseguir la seva segona victòria; amb un total de 17 victòries, va ser un dels pilots de caça aliats amb més puntuació durant la batalla d'Anglaterra. El 5 de setembre, nou Hurricanes del 303 van interceptar una formació de bombardeig alemanya escortada per Bf 109, amb els polonesos reclamant cinc Bf 109 i tres Junkers Ju 88 per una pèrdua: P/O Łapkowski que va ser rescatat ferit.
El 6 de setembre de 1940, nou Hurricanes es van dirigir cap a formacions de bombarders entrants. Tanmateix, durant la pujada, van ser expulsats pels Bf 109 de III./JG 27. El S/Ldr Kellet i el F/Lt Forbes van realitzar un aterratge forçós i van resultar ferits lleus, mentre que el Sgt Karubin va rescatar els ferits, el S/Ldr Krasnodębski va patir cremades greus i altres tres Hurricanes van resultar danyats. L'esquadró va reclamar cinc Bf 109 (dels JG 27 i JG 52), un Do 17 i un Heinkel He 111. El F/O Witold Urbanowicz va ser nomenat cap d'esquadró en funcions.
El 7 de setembre de 1940, l'ofensiva aèria alemanya va passar als molls de Londres. L'esquadró 303 va ser dirigit amb èxit cap als corrents de bombarders entrants i va reclamar 12 Do 17 i dos Bf 109, amb el P/O Zumbach, el P/O Ferić, el Sgt. Szaposznikow i el Sgt. Wójtowicz anotant dobles victòries. El P/O Daszewski va ser abatut i greument ferit, mentre que el F/O Pisarek va saltar. El seu Hurricane es va estavellar en un jardí posterior d'una casa a Loughton, matant una família de tres persones al seu refugi. Altres dos avions van resultar danyats. El 9 de setembre de 1940, 12 Hurricanes van ser llançats a l'atac per Zumbach (tots dos del JG 53) van fer dues reclamacions sobre Bf 109 i una de František, un Bf 109 de 7./JG 27, que també va reclamar un He 111 del KG 53 "probable", mentre que un Bf 110 va ser abatut per F/L Kent. Sgt. Kazimierz Wünsche va haver de rescatar amb cremades a Beachy Head i el sgt. František va fer un aterratge d'emergència.
A les 16:00 hores de l'11 de setembre de 1940, l'esquadró va atacar una formació de bombarders al sud de Londres. El F/O Cebrzyński va resultar ferit mortalment pel tir de retorn, mentre que el sgt. Wójtowicz va abatre dos Messerschmitt Bf 110 abans de ser abatut i mort. Els pilots van reclamar dos Bf 110, un Bf 109, tres Do 17 i quatre He 111.
En les baralles de gossos massives sobre Londres el 15 de setembre de 1940, l'esquadró es va veure molt implicat, amb nou Hurricanes liderats pel F/Tt Kent interceptant una incursió alemanya a mig matí. Es van reclamar nou victòries: sis Bf 109, un Bf 110 i dos Do 17. A la tarda, una formació de vol liderada pel S/Ldr Kellet va aconseguir quatre victòries, mentre que el Vol "B" de cinc avions liderat per F/O Urbanowicz, va reclamar dos Do 17, per a dos pilots polonesos abatuts (el sergent Brzezowski va ser mort, el sergent Andruszków va ser rescatat mentre P/O Łokuciewski va resultar ferit a la cama, tornant a la base amb seguretat). Durant el dia, el 303 esquadró va aconseguir 15 victòries.
La tarda del 26 de setembre de 1940, el 303 esquadró es va recórrer cap a una gran incursió enemiga sobre Hampshire, amb els polonesos reclamant 13 victòries per tres Hurricanes danyats (les pèrdues reals de la Luftwaffe van ser nou en total). Va haver-hi més combats intensos el 27 de setembre de 1940, amb 11 Hurricanes enfrontats per escortes massives a una formació de 30 bombarders del KG 77. L'esquadró va aconseguir 15 victòries: sis Bf 109, dos Bf 110 del LG 1, quatre "He 111" (probablement Ju 88) i tres Ju 88 encara que el F/O Paszkiewicz i el Sgt Andruszków van ser morts. El F/O Żak va ser ferit i rescatat sobre Horsham i es van perdre quatre Hurricanes en total. Només sis avions van estar en servei durant la tarda, amb una incursió de 15 Ju 88. Dos bombarders van ser abatuts abans que l'escorta intervingués, i també es va reclamar un Bf 109. El F/O Urbanowicz va reclamar quatre avions alemanys durant el dia. El 30 de setembre de 1940, el F/O Urbanowicz va tornar a aconseguir quatre victòries, mentre que un Do 17 va ser abatut pel P/O. Radomski, que va ser rescatat, igual que el sgt. Bełc, mentre que el sgt. Karubin va reclamar un Bf 109.
El 5 d'octubre de 1940, els pilots polonesos van reclamar cinc Bf 110 i quatre Bf 109, tot i que el P/O Wojciech Januszewicz va morir. (Erprobungsgruppe 210 va perdre dos Bf 110 Jabos i el JG 3 i el JG 53, un Bf 109 cadascun). En una baralla per l'estuari del Tàmesi el 7 d'octubre es van reclamar tres Bf 109 de LG 2. El 8 d'octubre, l'as txec Josef František va morir en un accident aeri. Va ser el pilot amb més puntuació del 303r Esquadró i el segon as amb més puntuació a la Batalla d'Anglaterra, amb 17 reclamacions. L'11 d'octubre de 1940, l'esquadró va ser traslladat per descansar a Leconfield al 12è Grup, posant fi a la seva participació a la Batalla d'Anglaterra.
L'esquadró núm. 303 va afirmar que el nombre més gran d'avions abatuts dels 66 esquadrons de caces aliats implicats en la batalla d'Anglaterra, tot i que es va unir a la lluita dos mesos després que la batalla hagués començat.
El seu èxit en combat es pot atribuir principalment als anys d'entrenament extens i rigorós abans de la guerra que molts dels veterans polonesos de llarga trajectòria havien rebut a la seva terra natal, molt més que molts dels seus companys més joves i sense experiència de la RAF que llavors van ser llançats a la batalla. La tàctica i l'habilitat també van tenir un paper; en una ocasió, el sergent Stanislaw Karubin va recórrer a tàctiques extremes per enderrocar un caça alemany. Després d'una batalla aèria prolongada, Karubin estava perseguint un caça alemany a nivell de la copa dels arbres. Quan es va acostar a la cua del caça alemany, Karubin es va adonar que el seu Hurricane s'havia quedat sense municions. En lloc de tornar a la base, va tancar la distància i va pujar just per sobre del caça alemany. El pilot alemany es va quedar tan sorprès en veure la part inferior de l'Hurricane a l'abast de la seva cabina que instintivament va reduir la seva altitud per evitar una col·lisió i es va estavellar contra el terra.
En el moment en què es va retirar de la batalla per descansar l'11 d'octubre de 1940, l'esquadró havia reclamat 126 victòries en sis setmanes. En relació amb els avions enemics abatuts, les pèrdues poloneses van ser petites amb 18 Hurricanes perduts, set pilots morts i cinc greument ferits. L'Esquadró 303 va ser una de les unitats de caça més importants de la batalla i la millor equipada amb Hurricanes. També va tenir la proporció més alta de morts a pèrdues, 2,8:1. Tanmateix, J. Alcorn no va ser capaç d'atribuir 30 avions abatuts a cap unitat en particular, i segons Jerzy Cynk i altres historiadors polonesos, el nombre real de victòries del 303 esquadró va ser d'uns 55–60. Segons l'historiador polonès Jacek Kutzner, el nombre verificat de morts de l'esquadró 303 és d'uns 58,8, la qual cosa encara el situaria per sobre de tots els altres esquadrons per a morts verificades. Això es presenta al gràfic de Kutzner, que mostra les morts confirmades poloneses (columna esquerra), les morts confirmades de tots els esquadrons aliats, incloses les pèrdues poloneses (columna central) i les pèrdues alemanyes reals cada dia en què el 303 esquadró va participar en combats aeri (columna dreta). En els seus primers set dies de combat, l'esquadró va reclamar gairebé 40 avions enemics.

### Guerra d'Europa 1941
El 1941, l'amenaça immediata per al Regne Unit havia acabat i el Comandament de Caces de la RAF va formular més operacions de caça ofensives sobre l'Europa ocupada. Un d'ells va rebre el nom en clau de "Ruibarbre", improvisats atacs de metrallament de baix nivell contra objectius oportunistes sobre el terreny. El 303 va fer les seves primeres sortides "Rhubarb" el 22 de gener de 1941. Sis Hurricanes liderats pel F/L Henneberg van atacar l'aeròdrom del 1./JG 26 a Crécy, matant un tripulant de terra i destruint dos Bf 109, ferint també un pilot.
A finals de gener de 1941, l'esquadró va passar a operar el Supermarine Spitfire Mk I. Al febrer, la unitat va participar en els primers escombrats ofensius de caces, normalment escortant un petit nombre de bombarders lleugers.
A principis d'abril de 1941, l'esquadró número 306 (polonès) va arribar a Northolt, i amb el 303 va formar la 1a ala de caça polonesa. L'esquadró 601, també estacionat a Northolt, va complementar les dues unitats poloneses. L'ala va ser comandada per W/C Johnny Kent amb W/C Urbanowicz. El 12 d'abril de 1941, sis Spitfires del 303 liderats pel S/L Henneberg van dur a terme una sèrie d'atacs de metrallament als aeròdroms alemanys. L'S/L Henneberg's Spitfire IIa (P8029) va ser colpejat per un atac antiaeri i el pilot va haver d'aterrar al canal; malgrat una intensa operació de recerca i rescat, mai va ser trobat. L'11 d'abril de 1941, el F/L Kustrzyński va abatre un Bf109 durant un ruibarbre sobre França.
El 16 d'abril de 1941, l'ala polonesa va fer la seva primera operació d'escorta "Circ". Enganxats pels Bf 109, es van perdre dos polonesos: P/O Waszkiewicz i P/O Mierzwa. El 18 de juny de 1941, els pilots número 303 van reclamar quatre Bf 109 sense pèrdues; dos a P/O Drobiński, ja que el Comandament de Caces de la RAF va afirmar que n'havien destruït 10 (el Jagdwaffe no va patir cap pèrdua). El 21 de juny, Drobiński va danyar greument el Bf 109F-2 de l'Oberst Adolf Galland, comandant del JG 26, que va fer un aterratge forçat a Calais, mentre que W/C Kent va abatre el Fw. Hegenauer (aler de Galland).
El 22 de juny de 1941, el Comandament de cACES va afirmar amb optimisme que 29 caces van ser abatuts, el número 303 va reclamar sis d'aquests, dos a S/L Lapkowski (el JG 2 i el JG 26 en realitat van perdre tres avions). El 23 de juny de 1941, el 303 va fer dues missions d'escorta de força total sobre França, i contra el 9./ JG 2 va reclamar cinc caces destruïts. El P/O 'Mike' Bolesław Gładych va afirmar que n'havien confirmat tres, però va resultar ferit i va aconseguir aterrar al Regne Unit. El JG 2 va perdre sis Bf 109 i quatre pilots. El 28 de juny, el 303 va reclamar altres quatre Bf 109, encara que P/O J. Bondar va ser abatut i assassinat per Uzz. Babenz, 3./JG 26. El Comandament de Caces va reclamar sis victòries (el JG 26 va perdre dos, amb tres més molt danyats).
El 2 de juliol de 1941, l'ala polonesa número 1, amb el 303, va enfrontar uns 60 Bf 109 sobre Lille. Encara que el 303 va reclamar quatre victòries, (JG 2 va perdre tres Bf 109) l'esquadró va perdre el S/L Łapkowski mort, mentre que el sargent Górecki va haver de saltar i va ser rescatat del canal. El comandament va passar a S/L Arentowicz, que ell mateix va ser abatut i assassinat només sis dies després. Va ser substituït pel F/L Jankiewicz. Després de cinc mesos d'operacions, el 303 va descansar el 13 de juliol i es va traslladar a Speke, prop de Liverpool, al 9è Grup, Comandament de Caça.
El 7 d'octubre de 1941, l'esquadró va tornar a Northolt i es va tornar a equipar amb el Spitfire Mk Vb. Els seus oponents ara incloïen el formidable Focke-Wulf Fw 190, i el 13 d'octubre, la pel·lícula d'un pilot del 303 va donar a la RAF la primera prova fotogràfica del nou caça. A mesura que s'acostava l'hivern, el mal temps va reduir significativament les operacions. No obstant això, el 24 d'octubre, el número 303 va reclamar quatre caces abatuts sobre Gravelines.
Durant les operacions de combat al llarg de 1941, el 303 esquadró va reclamar uns 46 avions enemics destruïts, set probablement destruïts i quatre danyats, amb la pèrdua de nou pilots (inclosos tres oficials al comandament). Uns 20 Spitfires es van cancel·lar o es van perdre en acció.

### 1942
Després d'un inici d'any tranquil, el 12 de febrer de 1942, el 303 esquadró va participar en la resposta ofensiva de la RAF al pas pel Canal dels cuirassats alemanys Scharnhorst i Gneisenau. Liderada per W/C Rolski, l'ala polonesa va fer diverses sortides amb mal temps.
El 13 de març de 1942, l'Esquadró va perdre el F/Lt W Łokuciewski, abatut pel JG 26 i fet presoner, i el 4 d'abril el F/L Daszewski (mort) i el F/L Kustrzyński (POW) es van perdre per Saint-Omer després d'haver abatut dos caces FW190. El F/L Kustrzyński va ser fet presoner mentre encara estava assegut a la cabina del seu Spitfire accidentat perquè tenia l'esquena greument ferida i no es podia moure. Més tard va ser traslladat al camp de presoners del castell de Colditz i finalment a l'Stalag Luft III Sagan per intentar escapar contínuament. Finalment va escapar amb èxit amb l'as de caça de la RAF, W/C Robert Stanford Tuck, i van ser repatriats a Gran Bretanya per les autoritats militars russes que els van trobar després d'haver caminat per Polònia després de la seva fugida.
Durant la primavera de 1942, la freqüència de les sortides ofensives va augmentar i al maig, el 303 va sobrevolar el Canal diàriament, en nombroses missions d'escorta "Circ" i escombratges de caces. Va enfrontar-se a caces alemanys en nombroses ocasions, tot i que els JG 2 i JG 26, les principals unitats de caces contra el Comandament de Caça, van tenir un cost creixent utilitzant el Fw 190A superior. A principis de juny, la unitat va fer setze sortides de força d'esquadrons, a més de nombroses missions de rescat aeri-mar, interceptació i escorta de combois. El 5 de juny de 1942, l'esquadró es va enfrontar amb caces Fw 190 i en va reclamar tres sense pèrdues. L'esquadra va descansar el 15 de juny i es va traslladar a Kirton in Lindsey a Lincolnshire.
El 15 d'agost de 1942, l'esquadra es va traslladar temporalment a Redhill prop de Londres en preparació de l'atac aliat a Dieppe (Operació Jubileu). El 303 havia de volar amb l'esquadró 317 i quatre esquadrons més. Cobrint les forces navals i terrestres, l'esquadró 303 va reclamar el major nombre d'avions abatuts de tots els esquadrons aliats participants. El 303 va tornar a Kirton a Lindsey, on va romandre fins al març de 1943.
L'esquadró 303 va reclamar 21 avions enemics destruïts el 1942, perdent 10 pilots: quatre morts en acció, dos en accidents i quatre presoners.

### 1943
A principis de juny de 1943, la unitat va tornar una vegada més a Northolt i l'ala polonesa número 1. L'esquadró es va convertir al nou Spitfire Mk IX i al juny va reprendre les operacions. El 9 de juny de 1943, el F/O Śliwinski va aconseguir la victòria número 200 de la unitat, un Fw 190. El 14 de juny de 1943, el sgt. El pilot Józef Dąbrowski va morir en una pràctica d'intercepció quan el seu avió es va estavellar a terra al cementiri d'Islington, Finchley. El 24 de juny, tant el P/O Karcmarz com el P/O Kobyliński van ser abatuts per 10./JG 26 pilots i van fer presoners de guerra.
El juliol de 1943, el S/L Falkowski va substituir el S/L Bieńkowski. El 6 de juliol, l'esquadró, liderat pel F/L Majewski i amb l'esquadró 316 sobre Amiens, va lluitar un combat prolongat amb els Fw 190 amb el 303 reclamant tres caces alemanys del JG 2 i JG 27 sense pèrdues. En aquest moment, gran part del treball del 303 eren missions d'escorta per al nombre creixent de missions de bombarders pesats B-17 i B-24 de les Forces Aèries de l'Exèrcit dels Estats Units sobre Europa. Durant la cobertura d'escorta per a la desafortunada missió de Schweinfurt el 17 d'agost de 1943, el 303 va reclamar que tres caces més van caure. En una missió "Ramrod" del 6 de setembre, l'esquadra va reclamar haver destruït sis caces.
El 12 de novembre de 1943, la unitat va ser enviada a RAF Ballyhalbert a Irlanda del Nord i poc després el S/L Koc va assumir el comandament. L'esquadró va realitzar patrulles de combois i va dur a terme entrenament operatiu. A finals de 1943, el 303 havia afirmat que 203 avions enemics havien estat destruïts, 40 probables i 25 danyats.

### 1944
L'abril de 1944, l'esquadró es va traslladar al camp d'aterratge avançat a Horne , a 30 milles al sud de Londres i es va unir a l'ala de caça No 142. La unitat va començar a fer sortides d'escorta per a missions de bombardeig contra instal·lacions de bombes volants V-1. El 21 de maig, l'esquadró va metrallar objectius prop de Lille perdent dos pilots: el F/O Brzeski i el Sgt Kempka van ser abatuts i fets presoners. L'endemà, el sergent Bartkowiak també es va perdre tot i que va esquivar la captura i va tornar a la unitat quatre mesos després.
Per a l'operació Overlord (la invasió aliada de Normandia el juny de 1944), l'esquadró estava equipat amb l'Spitfire V LF operant des d'un aeròdrom temporal a Horne, Surrey com a part de la Defensa Aèria de Gran Bretanya (ADGB), encara que sota el control operatiu de la Segona Força Aèria Tàctica de la RAF. El dia D, el 303 va sobrevolar diverses vegades les platges del desembarcament. Després del dia D, l'esquadró va romandre amb l'ADGB. Amb l'inici de l'ofensiva V-1 a Londres, el 19 de juny de 1944, el 303 es va traslladar a RAF Westhampnett i després a RAF Merston. Al juny, el F/S Chudek (nou victòries) va ser abatut i mort. El 18 de juliol, la unitat va tornar a Westhampnett i va rebre nous Spitfire Mk IX. Qualsevol oposició de caces de la Luftwaffe va romandre en gran part absent de l'esfera d'operacions de l'esquadró, però les defenses antiaèries encara van passar factura. El 26 de setembre el S/L Drobinski va substituir el S/L Koc, i el 303 va continuar utilitzant els seus Spitfires en diverses missions d'atac terrestre en llocs de llançament de V-1 i V-2 situats als Països Baixos.

### 1945
El 1945, l'esquadró 303 es va traslladar a RAF Coltishall a Norfolk, East Anglia, per a operacions sobre els Països Baixos. Durant 1945, el 303 va continuar operant sobre els Països Baixos. El 3 d'abril, l'esquadró es va unir al esquadró 133 a Andrews Field, i va ser reequipat amb el Mustang Mk IV nord-americà. El 25 d'abril de 1945, el 303 va fer la seva darrera sortida operativa en temps de guerra, escortant Avro Lancasters en una incursió a Berchtesgaden.

### Postguerra
L'esquadró 303 va ser l'esquadró polonès de la RAF més eficaç durant la Segona Guerra Mundial. Algunes fonts afirmen que els seus pilots van ser convidats a la London Victory Parade of 1946, The Daily Telegraph diu que va ser l'únic representant de les Forces Armades poloneses a Occident. La invitació va ser rebutjada perquè no es va convidar cap altra unitat polonesa. No obstant això, segons altres fonts, l'esquadró 303 no va ser convidat i, per tant, no podria haver rebutjat la invitació. Després del final de la guerra, la moral de l'esquadró va disminuir a causa del tracte a Polònia per part dels aliats (traïció occidental de Polònia), i l'esquadró va ser finalment dissolt el desembre de 1946. Després de la guerra, van ser honrats per l'erecció del Memorial de Guerra Polonès a l'oest de Londres , amb una llista dels noms de tots els pilots polonesos que van servir a la RAF.
L'any 2022, després de la invasió russa d'Ucraïna per segona vegada, un grup d'activistes polonesos d'Internet va triar el número "303" per anomenar el seu Squad 303, que envia missatges contra la guerra a russos individuals.

## Estadístiques
|                       | 1940  | 1941  | 1942  | 1943  | 1944  | 1945  | Total  |
| --------------------- | ----- | ----- | ----- | ----- | ----- | ----- | ------ |
| Sortides de combat    | 1,049 | 2,143 | 1,348 | 2,075 | 2,653 | 632   | 9,900  |
| Hores de temps de vol | 1,086 | 2,743 | 1,967 | 3,693 | 5,259 | 1,118 | 15,866 |

|           | Puntuació |
| --------- | --------- |
| destruïts | 126       |
| probables | 13        |
| malmesos  | 9         |

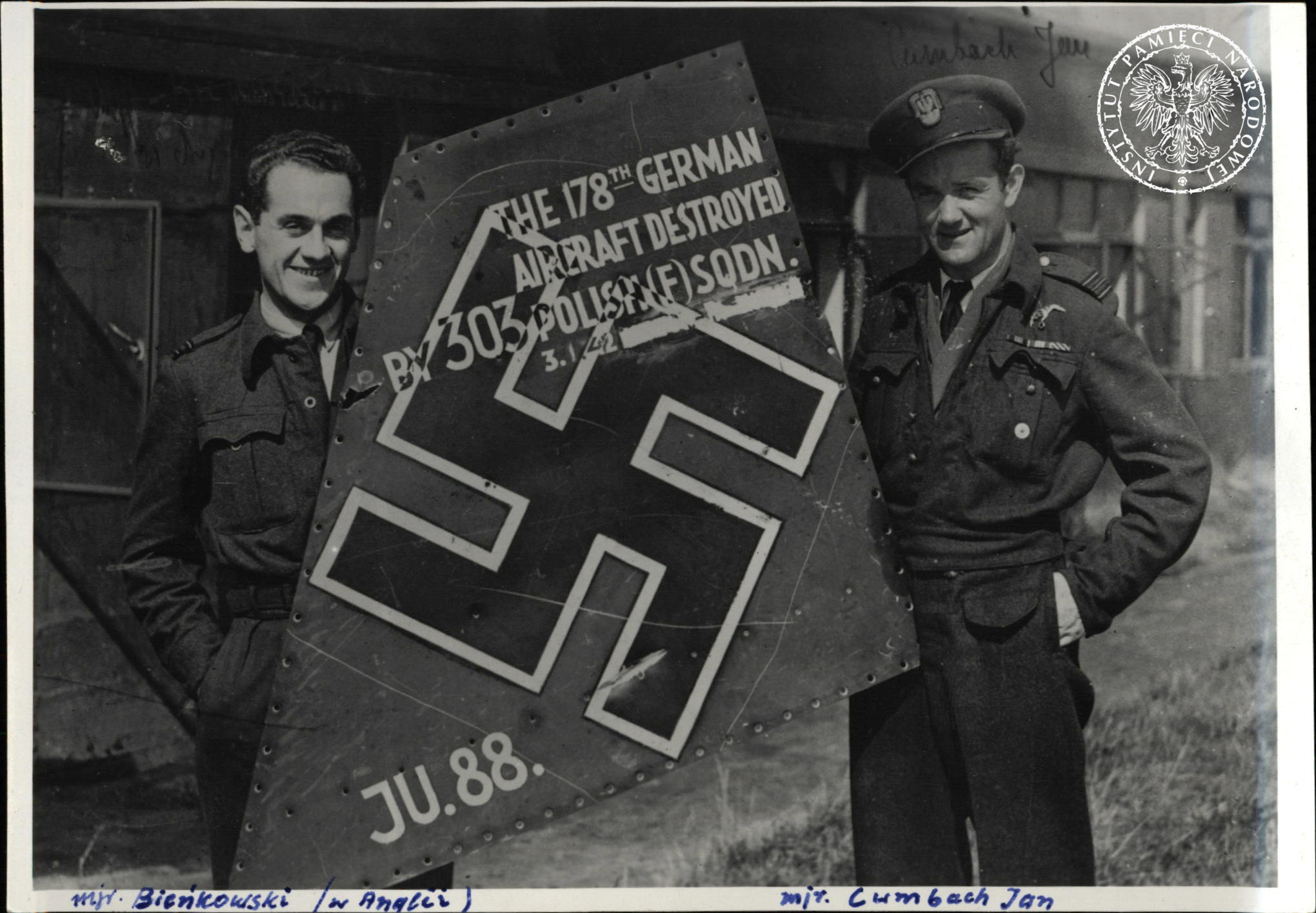
Zygmunt Bieńkowski i Jan Zumbach presenten el "trofeu" de l'Esquadró 303

(4.7% de tots els avions enemics abatuts durant la batalla).
|           | Puntuació |
| --------- | --------- |
| destruïts | 297 1/6   |
| probables | 35        |
| malmesos  | 25        |

(inclou 303 avions enemics a terra)

## Localitzacions
- 2 d'agost de 1940 – RAF Northolt
- 11 d'octubre de 1940 – RAF Leconfield
- 3 de gener de 1941 – RAF Northolt
- 17 de juliol de 1941 – RAF Speke
- 7 d'octubre de 1941 – RAF Northolt
- 15 de juny de 1942 – RAF Kirton in Lindsey
- 16 d'agost de 1942 – RAF Redhill
- 20 d'agost de 1942 – RAF Kirton in Lindsey
- 1 de febrer de 1943 – RAF Northolt
- 5 de febrer de 1943 – RAF Heston
- 3 de març de 1943 – RAF Debden
- 12 de març de 1943 – RAF Heston
- 26 de març de 1943 – RAF Martlesham Heath
- 8 d'abril de 1943 – RAF Heston
- 1 de juny de 1943 – RAF Northolt
- 12 de novembre de 1943 – RAF Ballyhalbert
- 30 d'abril de 1944 – RAF Horne
- 19 de juny de 1944 – RAF Westhampnett
- 27 de juny de 1944 – RAF Merston
- 9 d'agost de 1944 – RAF Westhampnett
- 25 d'agost de 1944 – RAF Coltishall
- 4 d'abril de 1945 – RAF Andrews Field
- 16 de maig de 1945 – RAF Coltishall
- 9 d'agost de 1945 – RAF Andrews Field
- 28 de novembre de 1945 – RAF Turnhouse
- 4 de gener de 1946 – RAF Wick
- 31 de març de 1946 – RAF Charterhall
- 23 de març de 1946 – RAF Hethel[36][37][38]

## Comandants

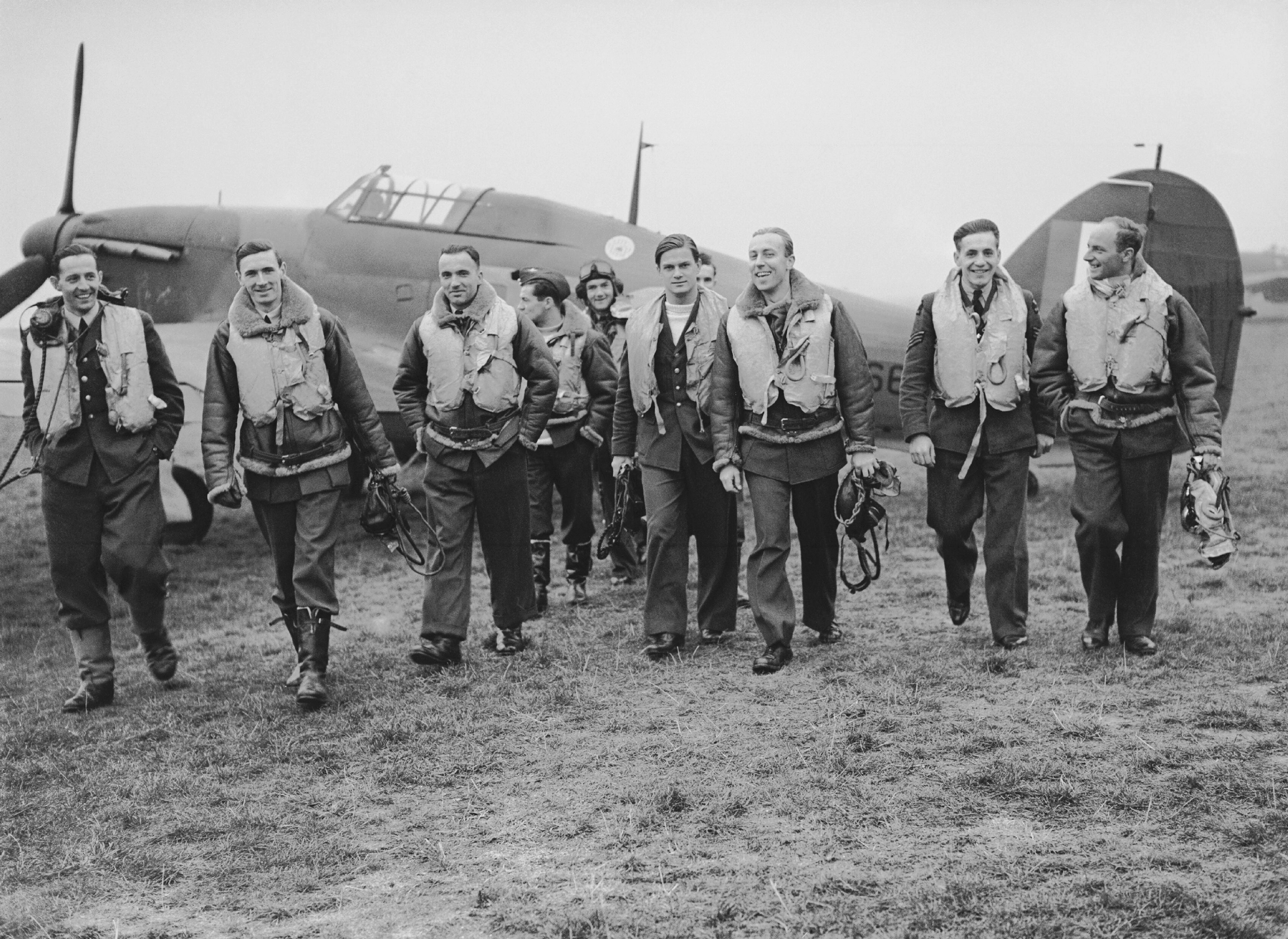
Pilots del 303 Esquadró. D'esquerra a dreta: F/O Ferić, F/Lt Lt Kent, F/O Grzeszczak, P/O Radomski, P/O Zumbach, P/O Łokuciewski, F/O Henneberg, Sgt Rogowski, Sgt Szaposznikow (el 1940).

(usota comandament britànic fins l'1 de gener de 1941. Abbreviations: maj: major, cpt.: capità, lt.: tinent)
- 19 de juliol de 1940 – Sqn Ldr Ronald Kellett
- 2 d'agost de 1940 – Sqn Ldr (maj) Zdzisław Krasnodębski
- 7 de setembre de 1940 – F/O (lt.) Witold Urbanowicz
- 22 d'octubre de 1940 – F/O (lt.) Zdzisław Henneberg
- 7 de novembre de 1940 – Sqn Ldr (cpt.) Adam Kowalczyk
- 20 de febrer de 1941 – Sqn Ldr (lt.) Zdzisław Henneberg
- 13 d'abril de 1941 – F/Lt (lt.) Tadeusz Arentowicz[39]
- 5 de maig de 1941 – Sqn Ldr (cpt.) Wacław Łapkowski
- 3 de juliol de 1941 – Sqn Ldr (cpt.) Tadeusz Arentowicz[39]
- 9 de juliol de 1941 – Sqn Ldr (cpt.) Jerzy Jankiewicz[39]
- 21 de novembre de 1941 – Sqn Ldr (lt.) Wojciech Kołaczkowski
- 7 de maig de 1942 – Sqn Ldr (cpt.) Walerian Żak
- 19 de maig de 1942 – Sqn Ldr (lt.) Jan Zumbach
- 1 de desembre de 1942 – Sqn Ldr(lt.) Zygmunt Witymir Bieńkowski
- 4 de juliol de 1943 – Sqn Ldr (cpt.) Jan Falkowski
- 21 de novembre de 1943 – Sqn Ldr (cpt.) Tadeusz Koc
- 25 de setembre de 1944 – Sqn Ldr (cpt.) Bolesław Drobiński
- 1 de febrer de 1946 – Sqn Ldr (maj) Witold Łokuciewski[36]

## Pilots del 303
- Squadron Leader R G Kellett DSO DFC, comandant original del 303
- Flight Lieutenant John A. Kent, commandant de vol canadenc durant la batalla, (11 claims)
- Sgt Josef František, pilot txec, un dels maxims assos de la batalla d'Anglaterra, amb 17 confirmats.
- Flying Officer Witold Urbanowicz, commandant des del 5 de setembre de 1940, assolí 15 victòries durant la batalla d'Anglaterra (17 or 19 + 1 + 0 total)
- Pilot Officer Jan Zumbach, commandant des del 19 de maig de 1942, assolí 8 victòries durant la batalla d'Anglaterra (12 1/3 + 5 + 1 total)

| Tadeusz Andruszków \| Zenon Bartkowiak \| Henryk Bieniek \| Marian Bełc \| Michał Brzezowski \| Arsen Cebrzyński \| Jan Daszewski \| Mirosław Ferić \| Athol Forbes \| Josef František \| Paweł Gallus \| Bogdan Grzeszczak \|Eugeniusz Horbaczewski \| Wojciech Januszewicz \| Józef Kania \| Stanisław Karubin \| John Kent \| Bronisław Kłosin \| Wojciech Kołaczkowski \| Tadeusz Kołecki \| Jan Kowalski \| Henryk Karasinski W/O Srgt 1940 -1945. \| Romuald Knobelsdorf Srgt \| Karol Krawczyński \| Zbygniew Kustrzynski \| Bogusław Mierzwa \| Włodzimierz Miksa \| Tadeusz Opulski \| Jan Palak \| Jerzy Palusiński \| Ludwik Witold Paszkiewicz \| Edward Paterek \| Stanisław Pietraszkiewicz \| Marian Pisarek \| Mieczysław Popek \| Jerzy Radomski \| Jan Rogowski \| Aleksander Rokitnicki \| Tadeusz Sawicz \| Henryk Skowron \| Stanisław Słowikowski \| Bronislaw Sikora \| Antoni Siudak \| Stanisław Socha \| Józef Stasik Wladyslaw Raubo \| Eugeniusz Szaposznikow \| Mirosław Wojciechowski \| Stefan Wojtowicz \| Kazimierz Wunsche \| Stanisław Zdanowski \| Edward W. Martens \| Witold A. Herbst \| Bronislaw Zborowski |

## Avions emprats
- 8 d'agost de 1940 – Hurricane I
- 22 de gener de 1941 – Spitfire I
- 3 de març de 1941 – Spitfire IIA
- 20 de maig de 1941 – Spitfire IIB
- 25 d'agost de 1941 – Spitfire I
- 7 d'octubre de 1941 – Spitfire VB
- 1 de juny de 1943 – Spitfire F IXC.
- 12 de novembre de 1943 – Spitfire VB, Spitfire VC i Spitfire LF VB, Spitfire LF VC
- 18 de juliol de 1944 – Spitfire F IX, Spitfire LF IX i Spitfire HF IX
- 4 d'abril de 1945 – Mustang IV i Mustang IVA.[36][37][38]

## A la cultura popular
L'esquadra va ser el tema del llibre de 1942 Squadron 303, escrit per l'escriptor polonès Arkady Fiedler, que es considera el més popular entre les nombroses obres d'aquest escriptor i ha venut més d'1,5 milions de còpies.

{{cita|Com que el llibre es va publicar durant la guerra, per tal de protegir els aviadors polonesos i les seves famílies que quedaven a la Polònia ocupada de les represàlies alemanyes, Fiedler va utilitzar pseudònims per als aviadors de l'esquadró 303. Aquesta pràctica va ser obligada en una nota sobre informació confidencial emesa per el Ministeri de l'Aire amb data del 14 d'octubre de 1949.
 En relació amb el 70è aniversari de la Batalla d'Anglaterra el 2010, l'editorial Aquila Polonica va encarregar una nova traducció a l'anglès a petició del fill de Fiedler 303 Squadron: The Legendary Battle. of Britain Fighter Squadron és la primera edició nova en anglès del Dywizjon 303 des de 1942, i per primera vegada en anglès identifica els pilots pels seus noms veritables.
L'any 2010, la participació de l'esquadró en la Batalla d'Anglaterra es va presentar al documental dramatitzat The Polish Battle of Britain produït per Hardy Pictures per a la sèrie Bloody Foreigners de Channel 4. Channel Four també va crear un joc anomenat Battle of Britain: 303 Squadron.
L'esquadró 303 va ser el tema de les pel·lícules del 2018 Hurricane i Dywizjon 303 (Squadron 303).
L'esquadró 303 es fa referència al primer cor de la cançó de Sabaton "Aces in Exile".